# 高田晃
高田 晃（たかだ あきら、1931年 - 没年不明）は元朝日放送・テレビ東京のアナウンサー。

## 概要
大阪府出身。早稲田大学卒業後、1954年に朝日放送へ入社。1964年にテレビ東京へ移籍（開局より関わっていた）。1984年時点でアナウンス部長。
2000年4月発行の「テレビ東京史 20世紀の歩み」に物故者として記載があるため、2000年以前に亡くなったものと思われる。

## 過去の担当番組
- ニューストレイン出発進行（キャスター）
- メガTONニュースTODAY（メインキャスター　1980.10～1983.2）

| スタブアイコン | サブスタブ | この項目は、まだ閲覧者の調べものの参照としては役立たない、アナウンサーに関連した書きかけの項目です。この項目を加筆・訂正などしてくださる協力者を求めています（PJ:アナウンサー）。 |